# الطاقة المتجددة في الصين

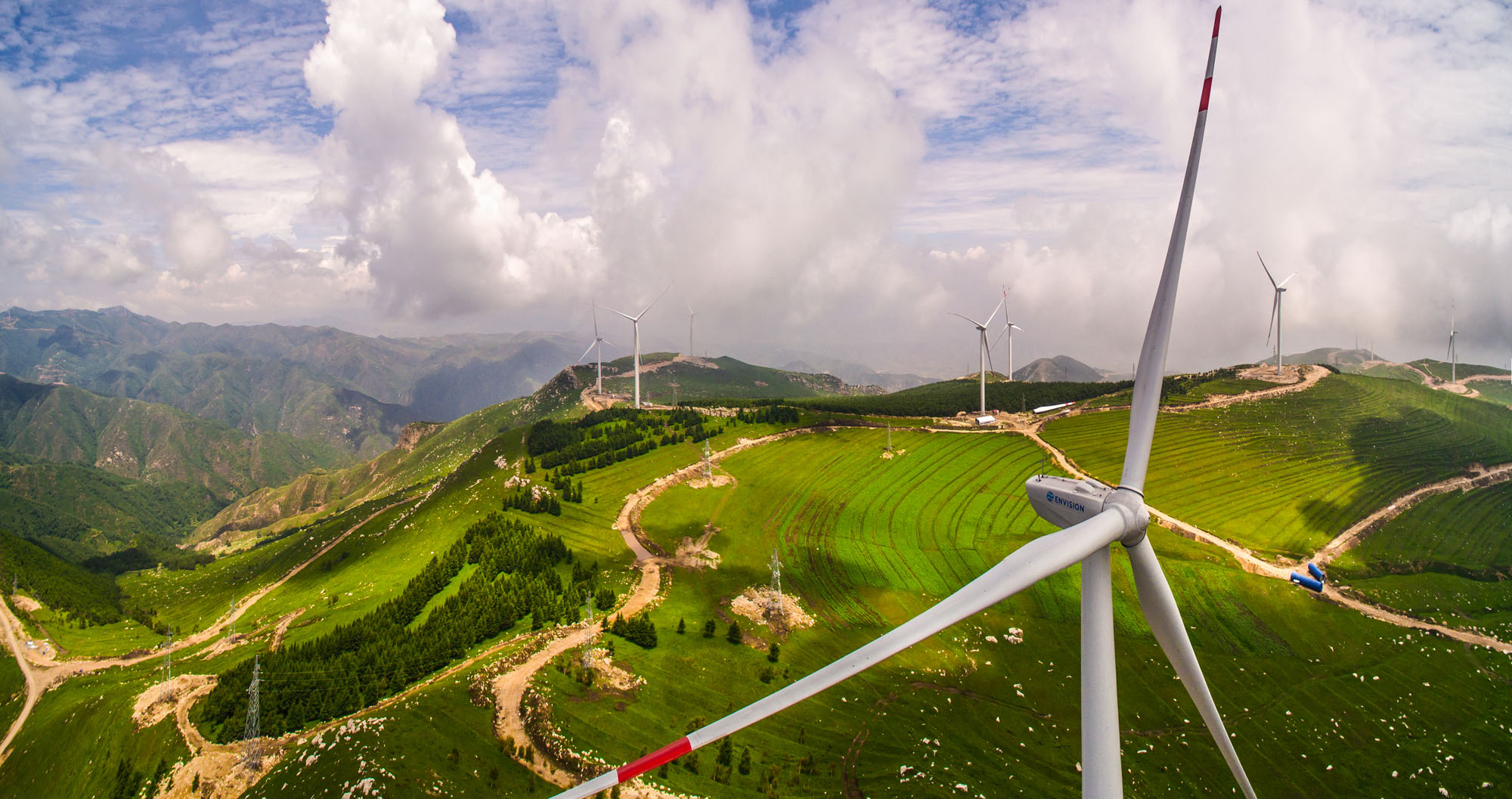

تعد الصين الدولة الرائدة عالميا في إنتاج الكهرباء من مصادر طاقة متجددة تصل إلى ضعفي إنتاج الطاقة الكهربائية للولايات المتحدة التي تأتي في المرتبة الثانية بعدها. بلغت القدرة الإجمالية التي تنتجها في نهاية عام 2018 من الطاقة المتجددة 728 غيغاواط بشكل رئيس من الطاقة المائية وطاقة الرياح، ويتفوق قطاع الطاقة المتجددة الصيني على قطاع طاقة الوقود الأحفوري والطاقة النووية في سرعة نموه.
رغم أن الصين تملك حاليا أكبر قدرة طاقة مائية وشمسية وريحية مقررة في العالم، فحاجاتها للطاقة كبيرة جدا حتى إن مصادر الطاقة المتجددة لم توفر إلا 24% من إنتاجها للكهرباء، ومعظم ما تبقى توفره مصانع الطاقة العاملة بالفحم. وفي عام 2017 شكلت الطاقة المتجددة 36.6% من قدرة الطاقة الكهربائية الإجمالية المقررة في الصين، و26.4% من إجمالي إنتاج الطاقة الإجمالية، ويأتي معظمها من مصادر مائية. ومع هذا، فإن نسبة مصادر الطاقة المتجددة ضمن مجموعة الطاقات الأخرى في تزايد تدريجي في السنوات الأخيرة.
ترى الصين في مصادر الطاقات المتجددة مصدرًا لأمن الطاقة لا لتقليل انبعاثات الكربون فقط، وتوضح خطة العمل الصينية لمنع تلوث الهواء والسيطرة عليه الصادرة عن مجلس الدولة الصيني في سبتمبر عام 2013 رغبة الحكومة بزيادة نسبة الطاقات المتجددة في مجموعة الطاقة الصينية. وعلى عكس النفط والفحم والغاز -وهي مصادر محدودة وعرضة للتوترات الجيوسياسية- يمكن لأنظمة الطاقة المتجددة أن تبنى وتُستخدم في أي مكان تتوفر فيه المياه والريح والشمس بدرجة كافية.
نما التصنيع في مجال الطاقة المتجددة الصينية، وانخفضت تكاليف تقنيات الطاقة المتجددة بشكل هام، وقد ساعدت الابتكارات في ذلك، لكن توسع السوق كان المحفز الأساسي لانخفاض التكاليف. أصبحت الصين عام 2015 أكبر منتج  للطاقة عن طريق التوليد الضوئي في العالم بقدرة مقررة إجمالية تبلغ 43 غيغاواط؛ وقد توسع إنتاج الخلايا الشمسية بين عامي 2005 و 2014 مئة ضعف. لا يتوقع للصين أن تحقق التعادل في الشبكة -عندما يكون مصدر طاقة بديل بنفس السعر المنخفض أو أرخص من الطاقة التي يمكن شراؤها من الشبكة- حتى عام 2022. بلغ الاستثمار في الطاقة المتجددة في عام 2017 مايقرب 279.8  مليار دولار أمريكي حول العالم، وتعَد الصين مسؤولة عن 126.6 مليار دولار أمريكي أو 45% من الاستثمارات العالمية.

## نظرة عامة على الطاقة المتجددة
وفي نهاية عام 2014 بقيت الطاقة المتولدة من المياه المكون الأكبر لإنتاج الطاقة الكهربائية المتجددة بمعدل 1064 تيرا واط ساعي. وساهمت طاقة الرياح بثاني أكبر نسبة بمعدل 156 تيرا واط ساعي وتبعه الوقود البيولوجي بمعدل 44 تيرا واط ساعي. وبدأت الطاقة الناتجة عن وحدات الطاقة الشمسية من أساس منخفض يبلغ فقط 152 غيغا واط ساعي عام 2008، ونما بسرعة منذ ذلك الحين واصلًا 29 تيرا واط ساعي بحلول عام 2014. نمت النسبة الإجمالية من الكهرباء المتولدة من مصادر الطاقة المتجددة -القائمة على الأرقام أعلاه- من ما يزيد عن 17% بقليل عام 2008 إلى أعلى بقليل من 23% بحلول عام 2014، وتستمر الطاقة الشمسية والريحية بالنمو بخطى متسارعة.

### الطاقة المائية
سجِّل مشروع طاقة المياه على نهر غانسو دانغ في 6 أبريل 2007 على أنه مشروع آلية تنمية نظيفة بما يتوافق مع متطلبات بروتوكول كيوتو إلى إتفاقية الأمم المتحدة الإطارية للتغير المناخي. يتكون المشروع من بناء ثمانية معامل طاقة كهربائية وتشغيلها من التدفق النهري، فتعطي قدرةً تصل إلى 35.4 غيغاواط، وتولد سنويا ما متوسطه 224 غيغاواط. يقع المشروع في بلدة دانغ، في منطقة سوبي المنغولية ذات الحكم الذاتي، مقاطعة غانزو في الصين. صرحت لها هيئة التنمية والإصلاح الوطنية بأن تلتزم «بإجراءات تشغيل مشاريع التنمية النظيفة في الصين وإدارتها». ستُباع الطاقة المنتَجة إلى شبكة كهرباء غانزو، وهي جزء من شبكة كهرباء شمال غرب الصين الإقليمية. هذا سيؤدي إلى انتقال كميات متساوية من الكهرباء المتولدة عن طريق مجموعة الطاقة الحالية التي تُباع لشبكة كهرباء شمال غرب الصين الإقليمية. إن مطور مشروع طاقة مياه نهر دانغ في غينزو الذي بدأ البناء في 1 نوفمبر 2004 هو شركة تونجيوان للطاقة المائية المحدودة في مدينة جيايوجوان. تسمح رسالة قبول هيئة التنمية والإصلاح الوطنية  للشركة بنقل الطاقة لشركة كاربون فاينانس اليابان المحدودة، وهي كيان تمت الموافقة لها من حكومة اليابان بما لا يزيد عن 1.2 ميغا طن من انبعاثات ثاني أوكسيد الكربون بإجمالي «انخفاضات الانبعاثات المسموحة» خلال فترة السبع سنوات بدءًا من 1 مايو 2007 وانتهاء في 30 أبريل 2014.
في عام 2006 دخل 10 غيغا واط من قدرة الطاقة الكهربائية المقررة المولدة من المياه إلى حيز التشغيل في الصين، ووافقت هيئة التنمية والإصلاح الوطنية على 13 مشروع إنتاج طاقة كهربائية من المياه عام 2006 التي ستشكل معا 19.5 غيغا واط من القدرة المتولدة. ومن بين مشاريع توليد الطاقة الكهربائية المائية الجديدة التي تمت الموافقة عليها  وبدأت عمليات البناء كان سد شيانجيابا على نهر جينشا (6000 ميغا واط) ونهر يالونغ (طور ثان) (4800 ميغا واط) وسد جبنغ هونغ على نهر لانكانغ (1750 ميغا واط) ونهر بيبان (1040 ميغا واط) وسد سيلين على نهر ووه (1080 ميغا واط). أما في عام 2005 فكانت مشاريع توليد الطاقة الكهربائية المائية التي وافقت عليها الهيئة وبدأت البناء هي معبر شيلو على نهر جينشا (12600 ميغا واط) وسد لاكسيوا على النهر الأصفر (4200 ميغا واط) ونهر يالونج (الطور الأول) (3600 ميغا واط).

### الطاقة الريحية
تملك الصين أكبر المصادر الريحية في العالم وثلاثة أرباع هذه المصادر الطبيعية يقع على البحر، وتهدف الصين إلى أن يكون لديها 210 غيغا واط من قدرة الطاقة الريحية بحلول عام 2020 وتشجع الصين الشركات الأجنبية -خاصة من الولايات المتحدة- للزيارة والاستثمار في توليد طاقة الرياح الصينية. على أي حال لم يحافظ استخدام الطاقة الريحية دوما على مستوى التقدم الهام ذاته للقدرة الكهربائية الريحية في البلاد.
في عام 2008 كانت الصين المنتج الأكبر الرابع في العالم لطاقة الرياح بعد الولايات المتحدة وألمانيا وإسبانيا. وفي نهاية عام 2008 شكلت الطاقة المولدة بالرياح 12.2 غيغا واط من القدرة الكهربائية المتولدة. وبحلول أواخر عام 2008 كانت حوالي 15 شركة صينية على الأقل تنتج  التوربينات الريحية تجارياً، وعشرات غيرها تنتج قطعها، وكانت حجوم العنفات الشائعة 1.5 ميغا واط و 2 ميغاواط. من شركات إنتاج الطاقة الريحية الرائدة جولدويند ودونغ فانغ وسينوفل. كما زادت الصين إنتاج عنفات الرياح صغيرة النطاق إلى مايقرب 80 ألف توربين (80 ميغاواط) عام 2008. بكل هذه التطورات، بدا قطاع التوليد بالرياح الصيني غير متأثر بالأزمة الاقتصادية العالمية وفقاً لمراقبين لهذا القطاع.
بحلول عام 2009 كان إجمالي قدرة طاقة الرياح المقررة يصل إلى 26 غيغاواط، فقد اعتبرت الصين طاقة الرياح عامل نمو رئيس في اقتصاد البلاد، وفي عام 2010 أصبحت الصين أكبر صانع للعنفات الريحية في العالم متفوقةً على الدنمارك وألمانيا وإسبانيا والولايات المتحدة. وكان الهدف الأولي الذي وضعته الحكومة الصينية 10 غيغاواط بحلول عام 2010 لكن القدرة الكهربائية المقررة المولدة من الرياح في الصين كانت قد وصلت مسبقا إلى 25.1 غيغاواط مع نهاية عام 2009.
في سبتمبر 2019 أعلنت شركة الطاقة النرويجية إكوينور والشركة الوطنية الصينية القابضة الحكومية عن خطة للتعاون في تطوير الطاقة الريحية البحرية في الصين وأوروبا.